# 近衛步槍第13師
榮膺列寧勳章、兩次紅旗勳章、蘇沃洛夫勳章和庫圖佐夫勳章的近衛波爾塔瓦第十三步槍師 (13-я гвардейская стрелковая Полтавская ордена Ленина дважды Краснознамённая орденов Суворова и Кутузова дивизия)是蘇聯紅軍的一個步兵師。該部隊在第二次世界大戰中高度活躍。
近衛第十三步槍師於1942年1月成軍，人員來自第二次編成的第87步兵師。該月，近衛第十三步槍師參與了第二次哈爾科夫戰役並損失慘重，跟隨蘇軍主力後撤退。經過重建和休整，該師在同年9月中參與斯大林格勒戰役，並因其在市中心和馬馬耶夫山崗數月激戰中的英勇表現而稱譽。1943年2月，該師在戰役完結後撤回後方休整。同年7月，該師歸屬第5近衛軍序列，直至戰爭結束。隨後，該師庫爾斯克戰役並隨蘇軍大部進攻烏克蘭一帶的德軍部隊。在戰爭的最後，該部隊攻入德國本土並成功佔領德累斯頓。
第二次世界大戰結束後，該師被重新編為近衛第十三機械化師，並作為蘇軍駐奧地利佔領部隊的一部分直至1955年蘇軍撤出奧地利。該師番號因而取消被併入第39機械化師，並重新命名為近衛第三十九機械化師，以延續第13步兵師的榮譽。 該師隨後參與鎮壓1956年匈牙利革命，並從此駐守匈牙利直至冷戰結束。1957年，該師被重組為近衛第二十一坦克師。1965年，該師又改回其戰時番號，成為近衛第十三坦克師。1989年，隨著冷戰進入尾聲，該師受命撤往克里米亞並最終在蘇聯的裁軍行動中被撤銷番號。

## 編制(第二次世界大戰)
- 近衛第42步槍團
- 近衛第39步槍團
- 近衛第34步槍團
- 近衛第32炮兵團
- 近衛第4反戰車營
- 近衛第8工兵營
- 第14偵察連
- 第139通信營
- 第12化學戰連
- 第11運輸連
- 第17野戰廚房
- 第15醫療營
- 第2獸醫醫院

### 注腳
1. ↑   （俄语）.[永久]

### 目錄
- Feskov, V.I.; Golikov, V.I.; Kalashnikov, K.A.; Slugin, S.A.  [The Armed Forces of the USSR after World War II: From the Red Army to the Soviet: Part 1 Land Forces]. Tomsk: Scientific and Technical Literature Publishing. 2013. ISBN 9785895035306 （Russian）.
- Michael K. Jones. Stalingrad. How the Red Army triumphed.
- Ivanov, Sergei (编).  [Poltava Rifle Division].  6. Moscow: Voenizdat: 498–499. 2002. ISBN 5-203-01873-1 （俄语）.

## 延伸閱讀
- Keith E. Bonn (ed), Slaughterhouse: The Handbook of the Eastern Front, Aberjona Press, Bedford, PA, 2005, p. 361
- CIA, History, 1953